# 제6군 (미국)
미국 제6군(영어: Sixth United States Army)는 알라모 부대로도 알려져 있는 미국 육군의 야전군이다. 모토는 "Born of War→전쟁의 탄생".

## 역사

### 제2차 세계 대전
제6군은 알라모 부대(Alamo Force)란 코드명을 부여받고 1943년 1월에 창설되었다. 이 야전군은 첫 번째 지휘관인 월터 크루거 중장의 지휘에 따라 카트휠 작전에 참가하여 라바울과 뉴브리튼섬에 있는 상륙하였다.
1944년 9월 제8군을 따라 뉴기니아에서 작전을 개시하였다. 10월 20일에는 제10(X), 24(XXIV)군단을 거느리고 필리핀 레이테섬으로 침공하여 12월 즈음에 점령을 마쳤다. 뒤이어 제6군은 다시제 8군을 뒷따라 루손 침공을 준비하였는데, 앞서 루손 남서쪽에 있는 민도로섬에 제19, 503연대전투대로 구상된 서비사야스 임무대(Task Forces Western Visayas)가 선발대로서 상륙하였다.
1945년 1월 5일 제1(I)군단과 제14(XVI)군단을 이끌고 링가옌 만 상륙전으로 루손 남부에 상륙하였다. 북진하여 루손을 정리한 다음, 다운폴 작전의 일원이 되어 1진으로서 지상군을 이끌고 일본 본토의 규슈에 상륙할 준비를 하였다. 1월 10일, 과거 1927년 1월 26일에 제정된 어깨 소매 휘장을 폐기하고 새로운 부대 인식 휘장을 부여받았다.
일본의 항복에 따라 다운폴 작전이 취소되자, 제8군과 함께 아무런 피를 흘리지 않고 일본열도에 상륙하였다. 1946년 1월 26일 교토에서 해산하였다.

### 냉전
프레지디오 오브 샌프란시스코에서 1946년 3월 1일에 재소집되었다. 이후, 냉전의 종결에 따른 동원해제로 1995년 6월 23일에 해산할때까지 미국 본토의 육군 부대를 통제하였다. 그동안 "골든 게이트의 수호자(Guardian of Golden Gate)"로도 불렸다. 그사이 1968년 9월 6일에 고유 부대 휘장을 부여받았다.

### 21세기
육군 현대화 프로그램에 따라 2007년 미국 남부 육군와 결합하여 "미국 남부 육군/제6군"으로 개편되었다. 제6군 본부는 포트 샘 휴스턴에 있는 브룩 육군의료소에 주둔하고 있다.

## 편성

### 배속
- 1943년~1945년; 미국 극동 육군
- 2007년 미국 남부 육군

## 역대 사령관
| 사진 | 계급 | 성명                              | 취임일     | 이임일     |
| ---- | ---- | --------------------------------- | ---------- | ---------- |
|      | 중장 | 월터 크루거 Walter Krueger        | 1943년 1월 | 1946년 1월 |
|      | 중장 | 조지프 스틸웰 Joseph Stilwell     | 1946년 1월 | 10월       |
|      | 중장 | 마크 웨인 클라크 Mark Wayne Clark | 1947년 6월 | 1952년 5월 |
|      | 중장 | 로버트 M 캐넌 Robert M. Cannon    | 1959년     | 1961년     |

## 같이 보기
- 알라모 스카우트
- 태평양 전선의 야전군
  - 제8군 (미국)
  - 제10군 (미국)

## 참고
1. ↑  “MacArthur Reports: Chapter 13: "DOWNFALL"- The Plan for the Invasion of Japan” (영어). 미국 육군 중앙 역사관. 2019년 8월 17일에 원본 문서 (HTML)에서 보존된 문서. 2013년 8월 27일에 확인함.
2. 1 2  “Sixth Army” (영어). 문장학 연구소. 2016년 3월 4일에 원본 문서에서 보존된 문서. 2015년 12월 28일에 확인함.

### 영상 자료
- 제6군 (미국) - 인터넷 아카이브 무료로 다운로드